# Androcymbium kunkelianum
Androcymbium kunkelianum är en tidlöseväxtart som beskrevs av U.Müll.-doblies och Al. Androcymbium kunkelianum ingår i släktet Androcymbium och familjen tidlöseväxter. Inga underarter finns listade i Catalogue of Life.